# 上岸站

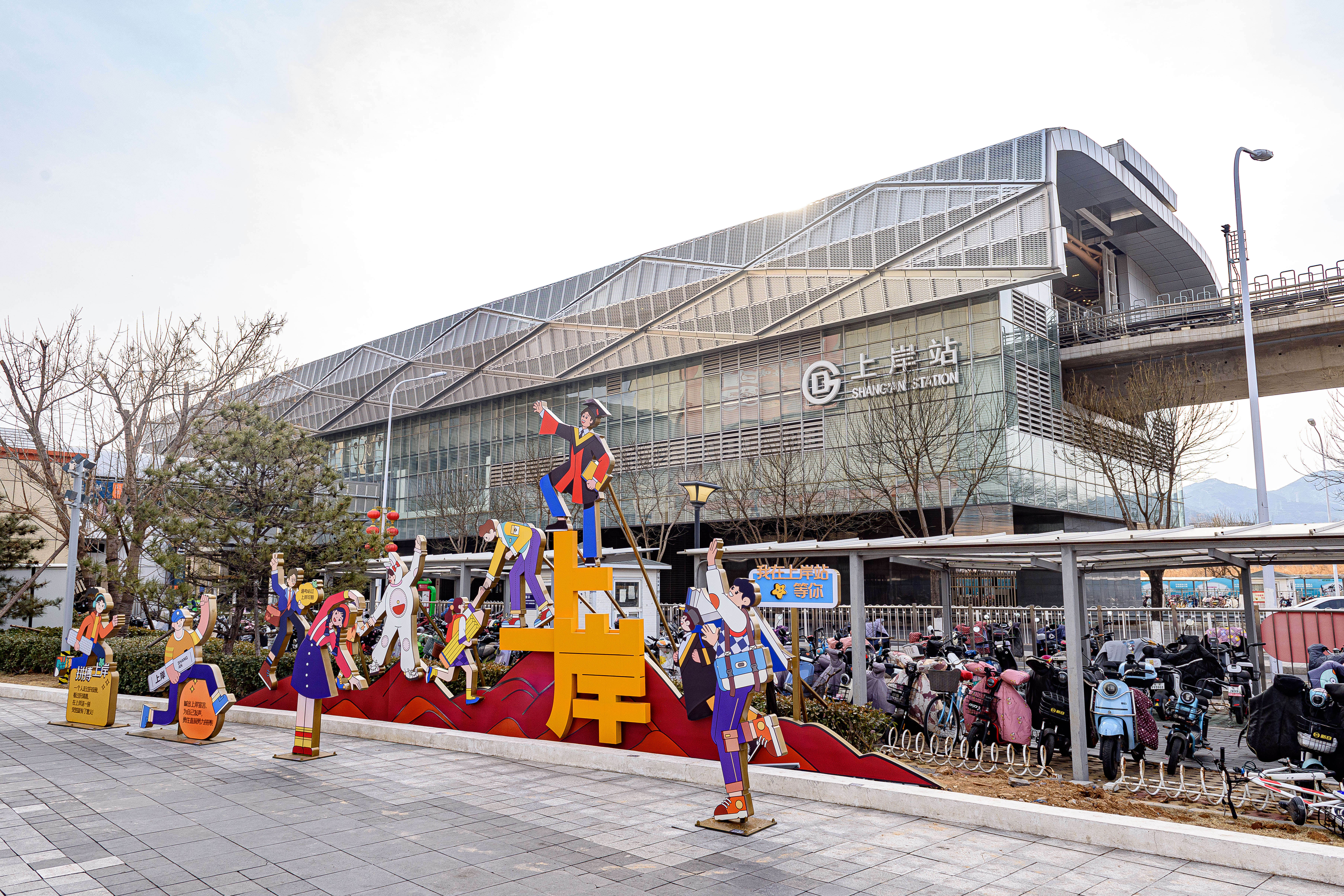
站体东侧，可见新增的“上岸”主题装饰（2023年2月摄）

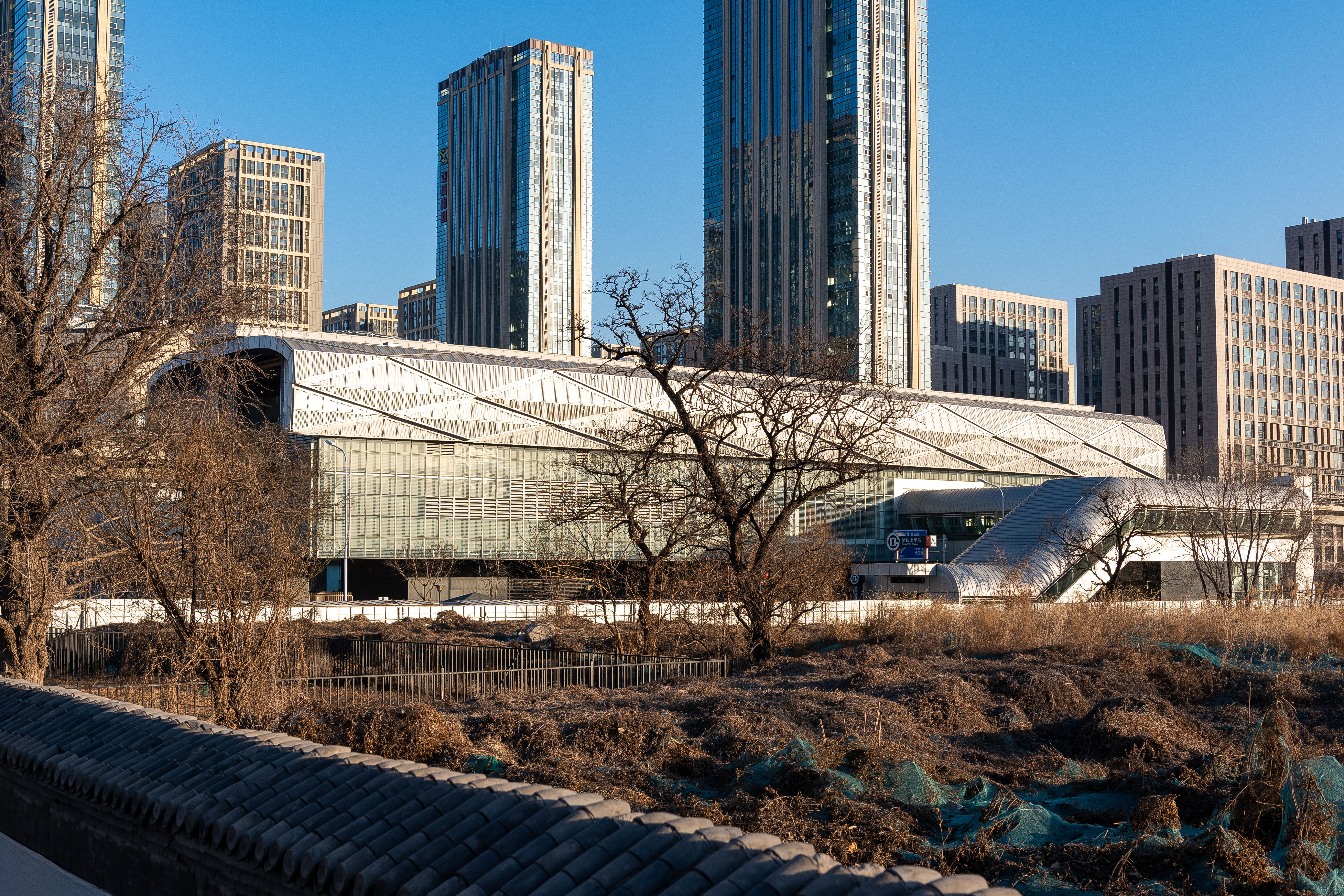
站体西侧（2022年1月摄）

上岸站（早期规划称上岸村站）是一个位于中国北京市门头沟区永定地区新城大街与金安路交叉口南側，属于S1线的地铁车站。此车站于2017年12月30日开通。本站规划换乘18号线。

## 车站结构
上岸站为高架车站。

### 车站楼层
| 3层  | 侧式站台，右侧开门 | 侧式站台，右侧开门                                     | 侧式站台，右侧开门 | 侧式站台，右侧开门 |
|      |                    | █ S1线 往石厂（栗园庄）                                |                    |                    |
|      |                    | █ S1线 往苹果园（桥户营）                              |                    |                    |
|      | 侧式站台，右侧开门 |                                                        |                    |                    |
| 2层  | 站厅               | 客务中心、自动售票机、进出站闸机、往龙湖长安天街出入口 |                    |                    |
| 地面 | 街道               | A－B出入口                                             |                    |                    |

### 站厅

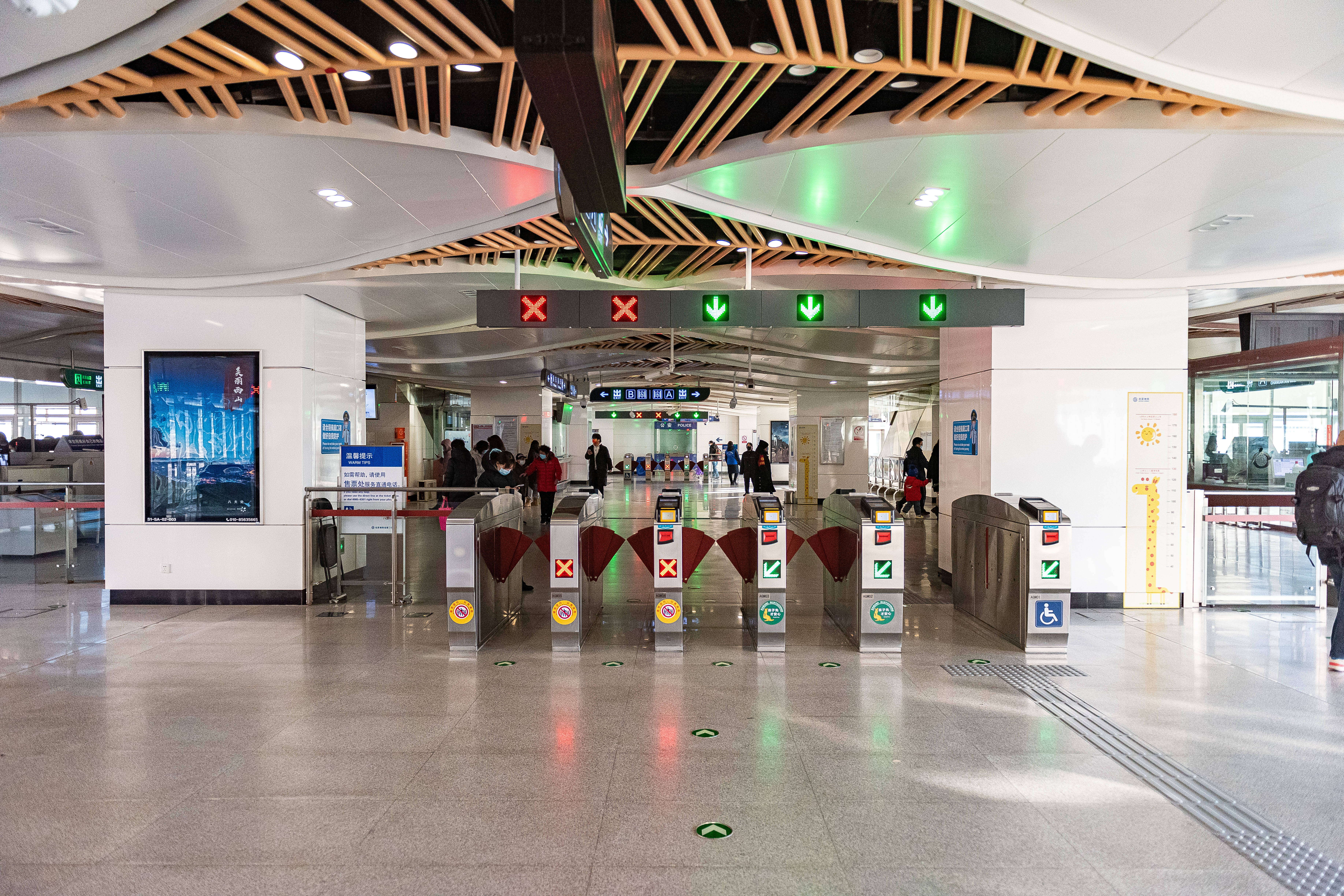
站厅（2022年1月摄）

上岸站的站厅位于地上二层，付费区布置在南北两端。通往站台层的直梯位于站厅南端。

### 站台
上岸站设2个侧式站台，均设有半高屏蔽门。

## 出入口
本站在上永路东西两侧各设一个出入口。
|                           |                  |                              |      |            |  |
| 編號                      | 指示             | 建議前往目的地               | 图片 | 无障碍设施 |  |
| 出口 · A · 1              | 新城大街（西侧） | 金安路（南侧）               |      | 不適用     |  |
| 出口 · A · 2 · 升降机标志 | 新城大街（西侧） | 金安路（南侧）               |      |            |  |
| 出口 · B                  |                  | 龙湖长安天街2层              |      | 不適用     |  |
| 出口 · B · 1              | 新城大街（东侧） | 金安路（南侧）、龙湖长安天街 |      | 不適用     |  |
| 出口 · B · 2 · 升降机标志 | 新城大街（东侧） | 金安路（南侧）               |      |            |  |
| 註： 設有                 |                  |                              |      |            |  |

## 轶事
2021年12月全国硕士研究生招生考试初试前数日，本站因站名“上岸”一词“被顺利录取”的引申义而吸引不少考生前往“打卡”合影，以祈求“考研上岸”。2022年考研前夕，门头沟区文旅局甚至为此对站前和周围的景观进行了重新设计，且相关景观并非临时性景观。